# 매튜 브릭스
매튜 앤서니 브릭스(Matthew Anthony Briggs, 1991년 3월 6일 ~ )는 축구 선수이다. 포지션은 레프트 백이며, 바닛에서 활약하고 있다.